# 시카야마 다쿠마
시카야마 다쿠마(일본어: 鹿山 拓真, 1996년 5월 26일~)는 일본의 축구 선수이다.

## 구단 경력
그는 2018년 J1리그의 V-파렌 나가사키에 입단했다. 2019년후 J2리그에 강등했다. 2021년 J3리그의 카탈레 도야마로 이적했다. 2022년후 현역 은퇴.